# Dmitri Pojarski

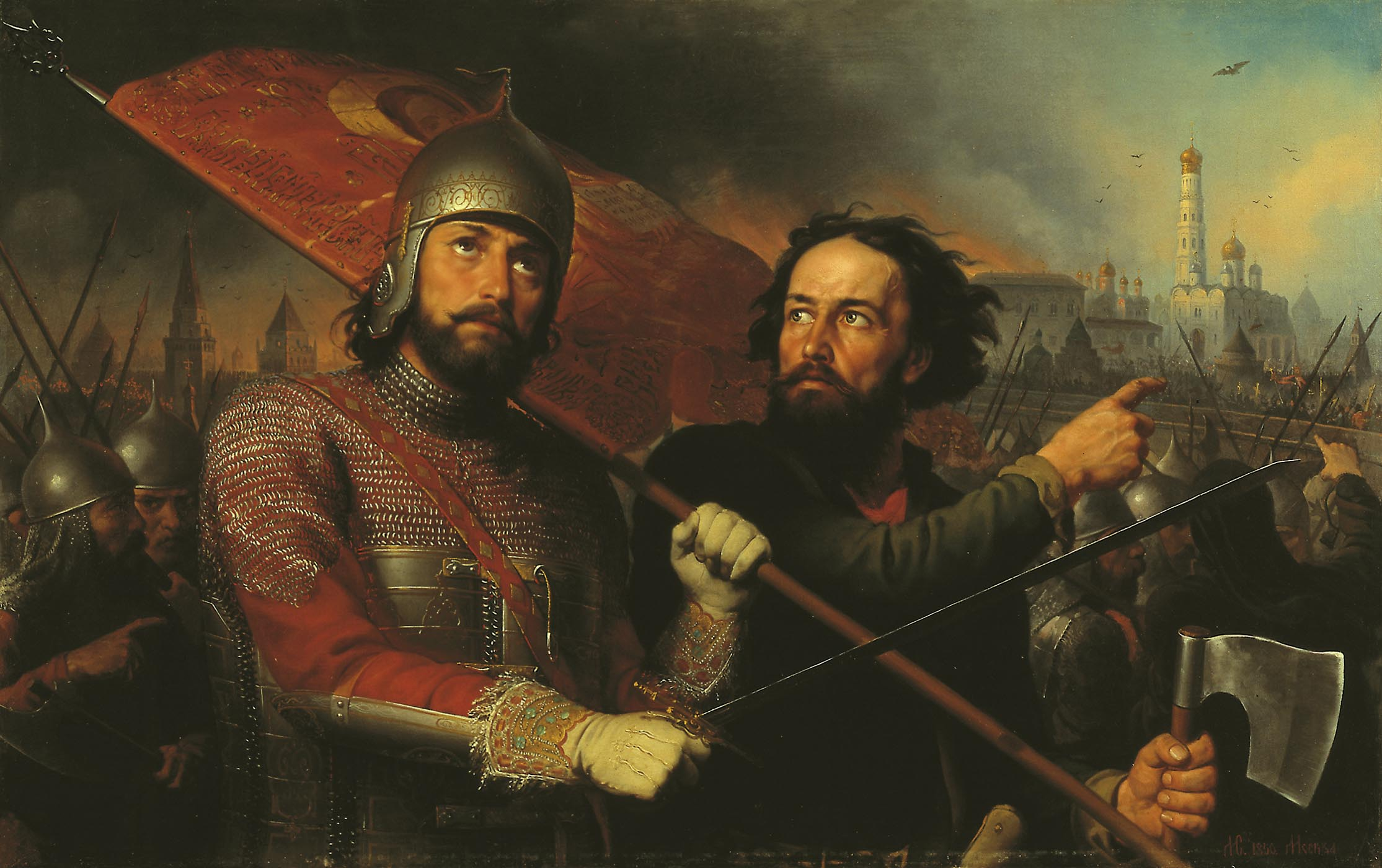
Dmitry Pozharsky (esquerda) com Kuzma Minin em uma pintura de Mikhail Scotti.

Dmítri Mikháilovitch Pojárski (em russo:  Дмитрий Михайлович Пожарский; 17 de outubro de 1577 - 30 de abril, 1642) foi um príncipe ruríquida que liderou as forças do Império Russo contra os invasores da República das Duas Nações entre 1611 e 1612, no final do Tempo das Dificuldades. Ele obteve o título inédito de Salvador da Pátria, concedido por Miguel I da Rússia (1613-1645).